# Gooise Meren
Gooise Meren (prononcé en néerlandais : [ˈɣoːisə ˈmeːrə(n)]) est une commune néerlandaise située en province de Hollande-Septentrionale, sur les rives sud de l'IJmeer et du Gooimeer. Elle est créée le 1er janvier 2016 de la fusion de Bussum, de Muiden et de Naarden. Son nom signifie « Lacs du Gooi » en néerlandais.

## Géographie
La commune, d'une superficie de 75,22 km2 dont 33,63 km2 d'eau, est bordée par la province de Flevoland (Almere) au nord, Huizen à l'ouest, Hilversum au sud, ainsi que Weesp et Diemen à l'est. Elle est desservie par les gares de de Bussum-Sud (Bussum Zuid) et Naarden-Bussum sur la ligne d'Amsterdam à Zutphen.